# Kasialacki
Kasialacki (biał. Касяляцкі; ros. Коселяцкий, Kosielackij) – osiedle na Białorusi, w obwodzie homelskim, w rejonie kormańskim, w sielsowiecie Licwinawiczy, nad Sożem.